# Zygmunt Trziszka
Zygmunt Trziszka (ur. 10 grudnia 1936 w Wełdzirzu, zm. 9 sierpnia 2000 w Warszawie) – polski prozaik, publicysta, krytyk literacki, związany z tzw. nurtem chłopskim lub wiejskim w literaturze. Pochodził z Huculszczyzny. Po II wojnie światowej znalazł się na Ziemiach Odzyskanych. Doświadczenia z obu tych miejsc przetwarzał w swojej twórczości.
Po maturze był nauczycielem wiejskim w powiecie gorzowskim. W szkolnictwie pracował w latach 1955–1962. Równocześnie w trybie zaocznym ukończył studia filologiczne. W latach 1962–1974 był dziennikarzem kilku dzienników i redaktorem działu literackiego „Tygodnika Kulturalnego”. Od 1971 roku mieszkał w Warszawie. W latach 1982–1990 był redaktorem „Miesięcznika Literackiego”.
Zadebiutował w 1961 roku opowiadaniem Jesień w „Nadwarciu”, jednodniówce Korespondencyjnego Klubu Młodych Pisarzy w Gorzowie Wielkopolskim, choć uwagę krytyków zwrócił na siebie książką Wielkie świniobicie z 1965 roku. Za powieść Romansoid otrzymał w 1970 roku Nagrodę Literacką im. Stanisława Piętaka. Jego opiekunem i doradcą artystycznym był Henryk Bereza. Trziszka wydał ponad dwadzieścia powieści, zbiorów opowiadań, monografii i szkiców literackich.
W wyniku wewnętrznego konfliktu popełnił samobójstwo.

## Życiorys
Zygmunt Trziszka urodził się 10 grudnia 1936 w Wełdzirzu (powiat doliński województwo stanisławowskie).
Ojciec, pochodzący z zamieszkałych w okolicy osadników czeskich, w 1932 roku wstąpił w związek małżeński Heleną Polańską (matką pisarza). Po II wojnie światowej wraz z rodziną wysiedlony (ekspatriowany) i osadzony na Ziemiach Odzyskanych (w czasach PRL-u oficjalna propaganda nazywała to „repatriacją”). Decyzja o wyjeździe była łatwiejsza do podjęcia w sytuacji braku poczucia bezpieczeństwa wobec ciągłych ataków UPA, m.in. w marcu 1944 roku oddział złożony z nacjonalistów ukraińskich dokonał mordu na zamieszkałych w wiosce Polakach w ramach czystki etnicznej. Według wspomnień świadków, podczas kilku ataków w Wełdzirzu zostało wymordowanych łącznie około 30 Polaków. Pisarz jako dziecko uczestniczył w niekończącej się ucieczce przed banderowcami. Zapamiętał przerażenie wraz z niektórymi szczegółami ucieczek.
W 1955 roku Zygmunt Trziszka zdał maturę w gorzowskim liceum i rozpoczął pracę jako nauczyciel we wsiach powiatu gorzowskiego: Ulimiu, Kłodawie (gdzie zamieszkał z żoną w zaniedbanym, nieogrzewanym zimą budynku) i Lipkach Wielkich. W szkolnictwie pracował w latach 1955–1962. Równocześnie kształcił się w Studium Nauczycielskim (w Zielonej Górze i Szczecinie). Następnie w trybie zaocznym ukończył studia w zakresie filologii polskiej na Wydziale Filologiczno-Historycznym Wyższej Szkoły Pedagogicznej im. Powstańców Śląskich w Opolu.
Jako prozaik zadebiutował w grudniu 1961 roku opowiadaniem Jesień w „Nadwarciu”, jednodniówce gorzowskiego Korespondencyjnego Klubu Młodych Pisarzy, dodatku literackim do gazety zakładowej „Stilon Gorzowski”. W okresie od 1962 do 1974 pracował jako dziennikarz m.in. „Dziennik Ludowego”, „Gazety Chłopskiej”, „Gazety Zielonogórskiej”. Był również w latach 1969–1970 redaktorem działu literackiego „Tygodnika Kulturalnego”, tu publikował artykuły, felietony i prozę. Od 1971 roku mieszkał w Warszawie. W latach 1982–1990 był redaktorem „Miesięcznika Literackiego”.
W latach 1963–1966 był wiceprzewodniczącym Zarządu Wojewódzkiego Związku Młodzieży Wiejskiej. W 1968 roku został członkiem zielonogórskiego oddziału Związku Literatów Polskich.
Ważne dzieła Trziszki to: zbiory opowiadań: Wielkie świniobicie (1965), Żylasta ręka ojca (1967), Piaszczysta skarpa (1981), powieści: Romansoid (1969), Stan skupienia (1983), Na pohybel (1993), szkice Mój pisarz (1979), Szkice o pisarzach (1984), wspomnienia Wrastanie albo zapaśnik samouka (1982).

## Twórczość
Zygmunt Trziszka był autorem wielu tomów prozy nowelistycznej i powieściowej, poświęconej tzw. tematyce zachodniej. Przez krytyków literackich, z Henrykiem Berezą na czele, zaliczany był do głównych przedstawicieli tzw. nurtu chłopskiego lub wiejskiego polskiej literatury współczesnej. Henryk Bereza, opiekun grupy pisarzy zielonogórskich oraz wykładowca w zielonogórskiej „wszechnicy pisarskiej”, a sam współtwórca nurtu chłopskiego, był również doradcą artystycznym pisarza. Bereza był dla Trziszki najważniejszą postacią świata literatury a jego koncepcje były dla niego objawieniami. Starał się je propagować we własnych tekstach krytyczno-literackich i czynić im zadość w tekstach prozatorskich. Ważną rolę w rozwoju twórczym pisarza odegrał także prof. Roch Sulima, a następnie Leopold Buczkowski.
W twórczości przetwarzał osobiste doświadczenia, głównie z dzieciństwa spędzonego w rodzinie rusińskiej, przeniesionej znad Prutu i Czeremoszu na Huculszczyźnie do Jastrzębnika, podgorzowskiej wsi nad Wartą. Lokalne uznanie zawdzięczał ogłaszanym w tygodnikach ogólnopolskich opowiadaniom oraz reportażom w „Nadodrzu”, często o charakterze interwencyjnym. Dokumentowały one przemiany w obyczajowości i kulturze wsi. Opisywał ścieranie się wzorców kulturowych, które to zjawisko było konsekwencją powojennej migracji ludności polskiej z Kresów na Ziemie Odzyskane. W swojej twórczości zajmował się również tematyką migracji ze wsi do miasta.
Uwagę krytyków zwrócił na siebie debiutem literackim Wielkie świniobicie z 1965 roku, został przyjęty przez krytyków z entuzjazmem. Stefan Melkowski zauważył w utworze nawiązanie do naturalizmu, uznając go także za potencjalnie niebezpieczne literacko połączenie stylu Rodziewiczówny ze współczesną wypowiedzią na konkurs: Jak mi się żyje nad Odrą?. Stwierdził jednak, że takie połączenie szczęśliwie pozwoliło trafnie opisać „wielki kocioł” etniczno-kulturowy. Tytułowe świniobicie „to nie zwykłe zaszlachtowanie wieprzka, to dzień świąteczny dla całej wsi: komu właściciel mięsa ofiaruje choć kawałek, tego uznaje za bliskiego. Kiedy osadnicy dopiero przybyli na tę ziemię, do obrzędu dopuszczali tylko najbliższą rodzinę, teraz obdziela się mięsem najbliższą okolicę – tyle czasu już upłynęło, cała wieś jak jedna rodzina...” Pochodzący z Podola bohater, choć wyklął córkę, gdy ta wbrew jego woli wyszła za mąż za poznaniaka – przełamuje się, a córce „na znak wybaczenia każe zanieść pojednawczy koszyk z mięsem”.
Jako krytyk i twórca zajmował się twórczością m.in. Edwarda Stachury, Tadeusza Nowaka, a także Leopolda Buczkowskiego, o którym napisał kilka publikacji, m.in.: Leopold Buczkowski, Mój pisarz, a także wstęp do jego Prozy żywej.
Przerósł go wewnętrzny konflikt. Zmarł 9 sierpnia 2000 w Warszawie śmiercią samobójczą.

## Nagrody i wyróżnienia
Jako autor opowiadań i reportaży, a także aktywista ZMW, często nagradzany; zdobył m.in.:
- I nagrodę na Festiwalu Artystycznym Ziem Zachodnich i Północnych w Opolu (1964)[17]
- Nagrodę Literacką im. Stanisława Piętaka za powieść Romansoid (1970)[9][10]
- Złotą Odznaką ZMW (1968)[9][10]
- nagrodę literacką Centralnej Rady Związków Zawodowych (CRZZ) (1980)[2].

## Publikacje
Źródło: Słownik landsberskich i gorzowskich twórców kultury
- Dojrzewanie. Sylwetki zasłużonych działaczy ruchu ludowego na Ziemi Lubuskiej (z Andrzejem K. Waśkiewiczem, Ireną Rybczyńską-Holland)[7], Wojewódzki Komitet Zjednoczonego Stronnictwa Ludowego, Zielona Góra, 1965, OCLC 831195620,
- Wielkie świniobicie – opowiadania, Warszawa 1965,
- Żylasta ręka ojca – opowiadania, Poznań 1967,
- Dom nadodrzański – opowiadania, Łódź 1968,
- Romansoid – powieść, Warszawa 1969, 1973,
- Dopala się noc – powieść, Warszawa 1971,
- Drewniane wesele – romans, Poznań 1971,
- Przedmiotowy pejzaż – opowiadania, Poznań 1975,
- Dobra nowina – opowiadania, Poznań 1976,
- Happeniada – powieść, Kraków 1976,
- Z dołu w górę – opowiadania, Warszawa 1977,
- Już niedaleko – powieść, Warszawa 1978,
- Mój pisarz – szkice, Warszawa 1979,
- Oczerety – powieść, Poznań 1979,
- Podróże do mojej Itaki – wspomnienia i szkice literackie, Warszawa 1980,
- Piaszczysta skarpa – opowiadania, Poznań 1981,
- Wrastanie albo zapiśnik samouka – powieść, Warszawa 1982,
- Dać drapaka – opowiadania, Poznań 1983,
- Stan skupienia – powieść, Warszawa 1983,
- Korzenie plebejusza – szkice, Warszawa 1984,
- Według Filipa – apokryf – powieść, Bydgoszcz 1985,
- Leopold Buczkowski – monografia, Warszawa 1987,
- Wędrówka – powieść, Warszawa 1987,
- Żywe dialogi (zapis rozmów z Leopoldem Buczkowskim), Bydgoszcz, 1989,
- Na pohybel – powieść, dokument (nieautoryzowany wywiad z opozycjonistą Kazimierzem Świtoniem), Zielona Góra 1993,
- Holenderska żona (1991) – pod ps. Wiator Polański[1].

## Książki o autorze
- Tadeusz Budrewicz, Zygmunt Trziszka: plebej na rozdrożu, seria „Prace monograficzne Wyższej Szkoły Pedagogicznej w Krakowie”, Wydawnictwo Naukowe WSP, Kraków 1992.